# Johann Wilhelm Preyer
Johann Wilhelm Preyer (magyarosan Preyer János Vilmos); (Rheydt, 1803. július 19. – Düsseldorf, 1889. február 20.) csendéleteiről nevezetes német festő, a düsseldorfi iskola tagja, Paul Preyer festő apja.

## Életpályája

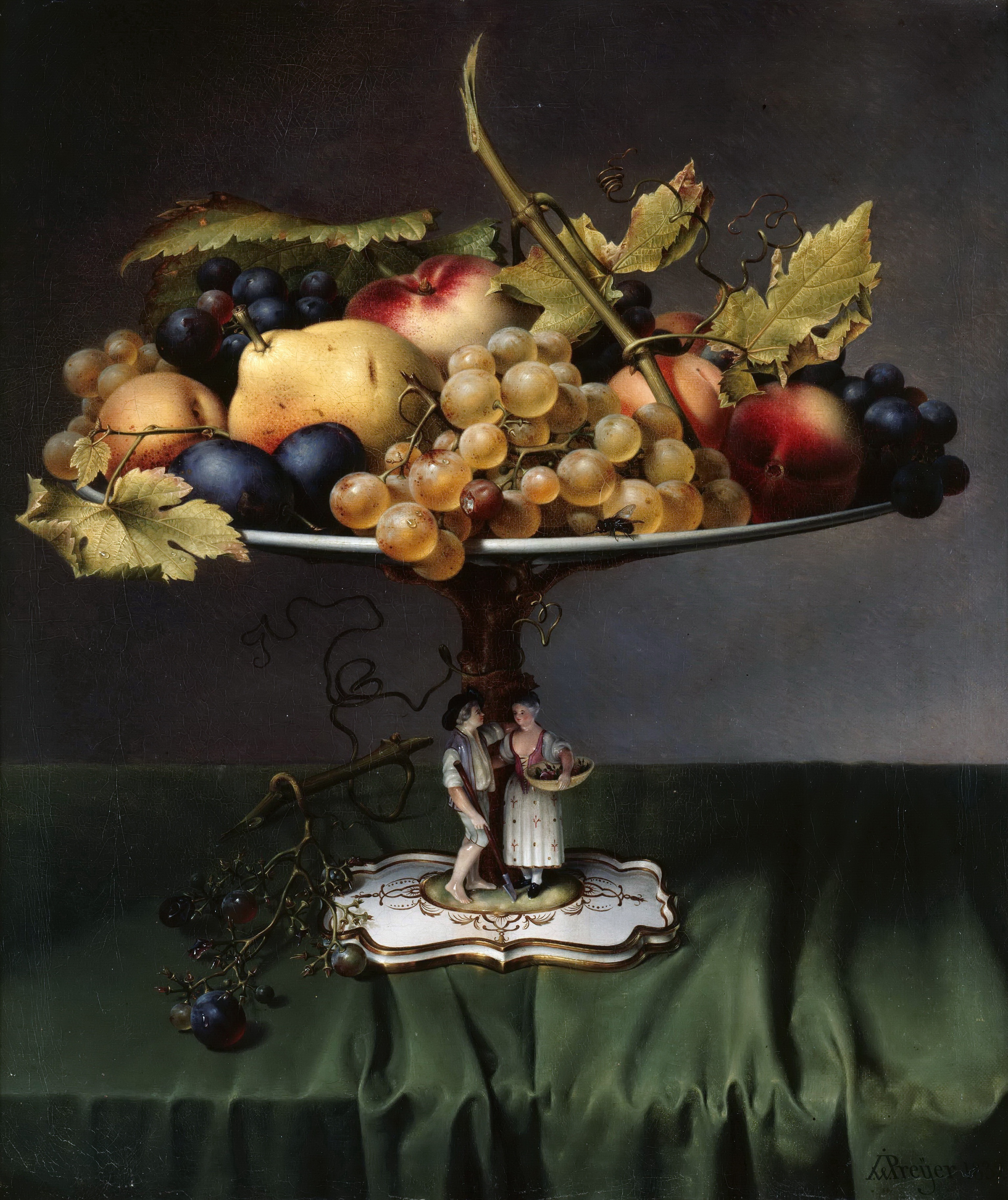
Gyümölcsök porcelán tálon (1832)

1822-től 1831-ig Düsseldorfban tanult a művészeti akadémián, előbb Peter von Corneliusnál, majd Friedrich Wilhelm von Schadownál. Kiállításon először Berlinben mutatkozott be 1830-ban. 1835-ben Hollandiába költözött, majd 1837-től Münchenben élt, testvérével, Gustavval és művészbarátaival, Johann Peter Hasencleverrel és  Theodor Janssennel együtt. Ezután több utazást tett Olaszországba és Svájcba. 1848-tól Düsseldorfban élt, ahol megalapította Malkasten nevű művésztársaságot. Rendkívül gondos kivitelű csendéleteket, többnyire virág- és gyümölcsképeket festett, amelyek közül néhány a berlini nemzeti képtárban, a berlini Ravené-féle képtárban és a müncheni képtárban látható.